# Psyclon Nine
Psyclon Nine es un grupo musical estadounidense formado en 2000 en California. Mientras que sus primeros trabajos musicales son generalmente clasificados como  industrial y aggrotech, a partir de su tercero álbum en adelante, han ido incorporando instrumentos como guitarra y bajo a su material, añadiendo además un conjunto de influencias musicales y estética, 
típicas del metal industrial, creando un producto más accesible como ya hicieron en su primer álbum, Divine Infekt.
El grupo se tomó un descanso a finales de 2010 debido a la adicción de opiáceos de Marshall Goppert (conocido como Nero Bellum). El 30 de octubre del 2011, Psyclon Nine hizo su primera presentación en Nueva York, después de su separación.

## Historia

### Inicios
Psyclon Nine comenzó en 2000, cuando Marshall Goppert (entonces con el nombre de Carnage Marshall) y Josef Heresy (ambos compañeros de piso y amantes de la música cruda, oscura e industrial) comenzaron a trabajar en un proyecto llamado Defkon Sodomy. Influenciados por bandas como KMFDM y Ministry se pasearon por el metal oscuro con tintes electrónicos. En poco tiempo mutaron su estilo y cambiaron el nombre de la banda a Psyclon Nine.
Tocaron en un pequeño festival encabezado por See Colin Slash, cuyo vocalista, Eric Gottesman, se unió a la banda, y derivaron hacia los sonidos más electrónicos y contundentes.
Siguiendo los pasos de artistas norteamericanos como Skinny Puppy, FLA y Velvet Acid Christ, se adentraron en la EBM y el electro dark más visceral.

### Divine Infekt
Después de construir una sólida reputación a nivel local con una demo de tres canciones, grabado en casa y una serie de conciertos notoriamente violentos, Nero conoció a Marco Gruhn, cabeza de NoiTekk, en un espectáculo de Grendel, en San Francisco, y le convenció para firmar con la banda. El primer álbum del grupo, Divine Infekt, fue grabado poco después, producido y dirigido por Da5id Din de Informatik y Din Fiv, otra banda de EBM de la escena local. La canción homónima del álbum fue remezclada por Tactical Sekt, siendo el álbum lanzado en 2003.
Göppert más tarde dijo en una entrevista para la VampireFreaks: "La remezcla de Tactical Sekt dejó un mal sabor en mi boca" y lo atribuyó a sus diferencias políticas con Anthony Maters, de Tactikal Sekt, a su propia vista de la política estadounidense. También dijo que el incidente lo hizo para no colaborar con cualquier persona fuera de la banda (una creencia que mantuvo con fuerza hasta We The Fallen).
La banda estuvo de gira ligeramente en los EE. UU. y Europa en apoyo del álbum, tocando con bandas como Dismantled, Nocturne, Feindflug, Aslan Faction, Grendel y Martin Atkins, figura del rock industrial estadounidense.

### INRI
Varias pistas para el siguiente álbum ya habían estado en la rotación de la banda en vivo durante algún tiempo, hasta que su grabación comenzó en serio. Los temas fueron Lamb of God, Nothing Left, Rape This World, Faith: Disease y una primera versión, muy diferente, del tema The Feeble Mind. Para cuando el disco comenzó a tomar forma, la banda había firmado en los Estados Unidos con Metropolis Records.
Después de varios meses escribiendo en casa, la banda había producido un álbum completo de material demo que valía la pena. La mayoría de las canciones se centraron en el cristianismo, algunos, hostiles hacia ella, otros, hablando de su historia e influencia, y el título se convirtió en INRI. La versión demo de Lamb of God aparece en la recopilación NoiTekk United I. Psyclon Nine volvió al estudio de Da5id Din para remezclar, y el álbum completo fue lanzado en abril de 2005 por Metropolis (en los EE. UU.) y por NoiTekk (en Europa).
El nuevo álbum fue muy distinto de Divine Infekt, e incluye varias canciones con un fuerte énfasis en el metal con infusión de guitarra. Hymn to the Descent of Angels es quizás la canción más distintiva del álbum; rápida, con guitarras pesadas, dramática, de sonidos electrónicos prominentes. Otros temas van desde el terror EBM bailable con un ritmo lento, fúnebre, como interpretación de B'rosh Hashaná, una oración judía tradicional.
Psyclon Nine hizo varias apariciones en vivo, importantes tras el lanzamiento del álbum, incluyendo varias fechas de apertura para  Mindless Self Indulgence y una en el festival alemán Wave-Gotik-Treffen. Los espectáculos de MSI especialmente ayudaron a solidificar más a la base de seguidores jóvenes de la banda.

### Crwn thy Frnicatr
En 2006, Psyclon Nine lanzó su tercer álbum de larga duración, titulado Crwn thy Frnicatr. Tomando un paso más lejos de sus raíces de terror EBM, el álbum cuenta con las guitarras al estilo black metal en lugar destacado, y con frecuencia complementados con un blast beat de batería y con voces agudas y chillonas típicas del black metal. La mayoría de las pistas del álbum fusionan atmósferas electrónicas extremadamente densas y texturas, en gran parte inspiradas en las técnicas de Gary Zon, en los dos primeros álbumes de Dismantled.
La música de este álbum fue escrita casi exclusivamente por Nero, con sólo ocasionales contribuciones de Eric Gottesman. Algunas letras fueron escritas en colaboración con el miembro fundador Josef Heresy, pero sobre todo a cargo de Nero.

### We The Fallen
Nero Bellum apareció en el canal de internet NoisescapeTV en 2008 y dijo que él estaba en el estudio trabajando en un álbum titulado We The Fallen, programado para salir el 9 de septiembre de 2009. En ese disco y sus giras anteriores, Jon Siren de Kidneythieves, Mankind Is Obsolete y Hate Dept., se convirtió en el nuevo baterista.
We The Fallen fue bien recibido y alcanzó el número dos en Hot Topic y fue lanzado en el Billboard Top 200. El álbum incluyó como invitados a Brandan Schieppati de Bleeding Through, Gary Zon de Dismantled, Jamison Booz de Epsilon Zero, Lisa Marx y Johan Von Roy de Suicide Commando.

## Controversia
En las entrevistas, la banda ha declarado que son frecuentemente acusados de nazismo, en parte porque su nombre se deriva de Zyklon B, un insecticida más conocido por su uso por la Alemania nazi durante el Holocausto. En respuesta a las acusaciones, Nero dijo que "la gente que cree que somos nazis [sic] son idiotas de mierda y yo no quiero hacerles escuchar mi música". Tales acusaciones son apoyadas por el tatuaje de "Übermensch" que Nero lleva en su pecho. Para los cargos de supuesto antisemitismo, la banda también señaló que el exmiembro Eric Gottesman es judío y que su canción "Requiem for the Christian Era" cuenta con letras de una oración hebrea.

## Miembros

### Miembros actuales
- Nero Bellum - Voz.
- Rotny Ford - Primer guitarra, sintetizador y muestras.
- Jon Siren - Batería, percusión y muestras.
- Tim Sköld - Guitarra

### Miembros anteriores
- Josef Heresy - guitarra y electrónica.
- Eric Gottesman - bajo y guitarra.
- Daniel Columbine - bajo y guitarra.
- Dr. Sevin - sintetizador y muestras.
- Daniel Fox - batería.

## Álbumes
- Divine Infekt (2003).
- INRI (2005).
- Crwn thy Frnicatr (2006).
- We The Fallen (2009).
- Order of shadows: Act 1 (2013).
- Disorder: the Shadow Sessions (2014).
- Icon of the Adversary (2018).